# NFL Europa
NFL Europa era una lega di football americano di proprietà della National Football League (NFL), la più grande e più popolare lega professionistica di football americano, con lo scopo di diffondere tale sport in Europa.
La maggior parte dei giocatori provenivano dagli Stati Uniti ed erano sotto contratto delle squadre NFL, che ne faceva una sorta di D-League di questo sport.
Al termine della stagione 2007 ne è stata decisa la chiusura.

## Storia
Nel 1991 iniziò la sua attività con il nome di World League of American Football; le prime due stagioni vennero giocate con squadre europee ed americane.
Dopo due anni di inattività nel 1995 la lega riprese, ma solamente con squadre europee.
Nel 1998 il nome venne cambiato in NFL Europe, e l'ultimo cambio di nome è avvenuto nel 2007 con NFL Europa, utilizzato per una sola stagione in quanto il 29 giugno 2007 la NFL ne ha annunciato la chiusura con effetto immediato.

## Franchigie partecipanti
| Squadra                     | Attività  | Miglior posizione in stagione regolare               | Playoff | World Bowl vinti |
| --------------------------- | --------- | ---------------------------------------------------- | ------- | ---------------- |
| Amsterdam Admirals          | 1995–2007 | 1º 1995 (Girone unico) 2006                          | 3       | 1                |
| Barcelona Dragons           | 1991–2003 | 1º (European Division) 1992 (Girone unico) 1999 2001 | 5       | 1                |
| Berlin Thunder              | 1999–2007 | 1º 2004 2005                                         | 4       | 3                |
| Birmingham Fire             | 1991–1992 | 1º (North American West Division) 1991               | 2       | 0                |
| Cologne Centurions          | 2004–2007 | 3º 2005 2007                                         | 0       | 0                |
| England Monarchs            | 1991–1998 | 1º (European Division) 1991                          | 1       | 1                |
| Frankfurt Galaxy            | 1991–2007 | 1º 1998 2003                                         | 8       | 4                |
| Hamburg Sea Devils          | 2005–2007 | 1º 2007                                              | 1       | 1                |
| Montreal Machine            | 1991–1992 | 3º (North American East Division) 1991 1992          | 0       | 0                |
| New York/New Jersey Knights | 1991–1992 | 1º (North American East Division) 1991               | 1       | 0                |
| Ohio Glory                  | 1992      | 4º (North American East Division) 1992               | 0       | 0                |
| Orlando Thunder             | 1991–1992 | 1º (North American East Division) 1992               | 1       | 0                |
| Raleigh-Durham Skyhawks     | 1991      | 4º (North American East Division) 1991               | 0       | 0                |
| Rhein Fire                  | 1995–2007 | 1º 1997 2000 2002                                    | 5       | 2                |
| Sacramento Surge            | 1991–1992 | 1º (North American West Division) 1992               | 1       | 1                |
| San Antonio Riders          | 1991–1992 | 2º (North American West Division) 1991               | 0       | 0                |
| Scottish Claymores          | 1995–2004 | 1º 1996                                              | 2       | 1                |

## Finali disputate
| Edizione | Data          | World Bowl    | Stadio                                            | Vincitore          | Punteggio     | Finalista          | MVP                           |
| -------- | ------------- | ------------- | ------------------------------------------------- | ------------------ | ------------- | ------------------ | ----------------------------- |
| 1991     | 9 giugno      | '91           | Wembley Stadium, Londra, Inghilterra              | London Monarchs    | 21 – 0        | Barcelona Dragons  | Dan Crossman Monarchs, Safety |
| 1992     | 6 giugno      | '92           | Olympic Stadium, Montréal, Canada                 | Sacramento Surge   | 21 – 17       | Orlando Thunder    | David Archer Surge, QB        |
| 1993     | Non disputati | Non disputati | Non disputati                                     | Non disputati      | Non disputati | Non disputati      | Non disputati                 |
| 1994     | Non disputati | Non disputati | Non disputati                                     | Non disputati      | Non disputati | Non disputati      | Non disputati                 |
| 1995     | 17 giugno     | '95           | Olympisch Stadion, Amsterdam, Paesi Bassi         | Frankfurt Galaxy   | 26 – 22       | Amsterdam Admirals | Paul Justin Galaxy, QB        |
| 1996     | 23 giugno     | '96           | Murrayfield Stadium, Edimburgo, Scozia            | Scottish Claymores | 32 – 27       | Frankfurt Galaxy   | Yo Murphy Claymores, WR       |
| 1997     | 22 giugno     | '97           | Estadi Olimpic, Barcellona, Spagna                | Barcelona Dragons  | 38 – 24       | Rhein Fire         | Jon Kitna Dragons, QB         |
| 1998     | 14 giugno     | '98           | Waldstadion, Francoforte sul Meno, Germania       | Rhein Fire         | 34 – 10       | Frankfurt Galaxy   | Jim Arellanes Fire, QB        |
| 1999     | 27 giugno     | '99           | Rheinstadion, Düsseldorf, Germania                | Frankfurt Galaxy   | 28 – 26       | Barcelona Dragons  | Andy McCullough Galaxy, WR    |
| 2000     | 25 giugno     | 2000          | Waldstadion, Francoforte sul Meno, Germania       | Rhein Fire         | 13 – 10       | Scottish Claymores | Danny Wuerffel Fire, QB       |
| 2001     | 30 giugno     | IX            | Amsterdam ArenA, Amsterdam, Paesi Bassi           | Berlin Thunder     | 24 – 17       | Barcelona Dragons  | Jonathan Quinn Thunder, QB    |
| 2002     | 22 giugno     | X             | Rheinstadion, Düsseldorf, Germania                | Berlin Thunder     | 26 – 20       | Rhein Fire         | Dane Looker Thunder, WR       |
| 2003     | 14 giugno     | XI            | Hampden Park, Glasgow, Scozia                     | Frankfurt Galaxy   | 35 – 16       | Rhein Fire         | Jonas Lewis Galaxy, RB        |
| 2004     | 12 giugno     | XII           | Arena AufSchalke, Gelsenkirchen, Germania         | Berlin Thunder     | 30 – 24       | Frankfurt Galaxy   | Eric McCoo Thunder, RB        |
| 2005     | 11 giugno     | XIII          | LTU Arena, Düsseldorf, Germania                   | Amsterdam Admirals | 27 – 21       | Berlin Thunder     | Kurt Kittner Admirals, QB     |
| 2006     | 27 maggio     | XIV           | LTU Arena, Düsseldorf, Germania                   | Frankfurt Galaxy   | 22 – 7        | Amsterdam Admirals | Butchie Wallace Galaxy, RB    |
| 2007     | 23 giugno     | XV            | Commerzbank-Arena, Francoforte sul Meno, Germania | Hamburg Sea Devils | 37 – 28       | Frankfurt Galaxy   | Casey Bramlet Sea Devils, QB  |